# Thomas Südhof
Thomas Christian Südhof (Göttingen, 22 de dezembro de 1955) é um bioquímico. Foi laureado com o Nobel de Fisiologia ou Medicina de 2013, juntamente com James Rothman e Randy Schekman.
Casado com Lu Chen.

## Publicações selecionadas
- Südhof, T.C. (1990) The structure of the human synapsin I gene and protein. J. Biol. Chem. 265, 7849-7852.
- Brose, N., Petrenko, A.G., Südhof, T.C., and Jahn, R. (1992) Synaptotagmin: A Ca2+ sensor on the synaptic vesicle surface. Science 256, 1021-1025.
- Ushkaryov, Y.A., Petrenko, A.G., Geppert, M., and Südhof, T.C. (1992) Neurexins: Synaptic cell surface proteins related to the α-latrotoxin receptor and laminin. Science 257, 50-56.
- Geppert, M., Bolshakov, V.Y., Siegelbaum, S.A., Takei, K., De Camilli, P., Hammer, R.E., and Südhof, T.C. (1994) The role of Rab3A in neurotransmitter release. Nature 369, 493-497.
- Geppert, M., Goda, Y., Hammer, R.E., Li, C., Rosahl, T.W., Stevens, C.F., and Südhof, T.C. (1994) Synaptotagmin I: A major Ca2+ sensor for transmitter release at a central synapse. Cell 79, 717-727.
- Schoch, S., Castillo, P.E., Jo, T., Mukherjee, K., Geppert, M., Wang, Y., Schmitz, F., Malenka, R.C., and Südhof, T.C. (2002) RIM1α forms a protein scaffold for regulating neurotransmitter release at the active zone. Nature 415, 321-326.
- Südhof (2012): Calcium control of neurotransmitter release. Cold Spring Harb Perspect Biol. 4 (1)